# United States Mobile & Power Company
United States Mobile & Power Company war ein US-amerikanischer Hersteller von Automobilen.

## Unternehmensgeschichte
William E. Taft aus Boston stellte 1901 einen Dampfwagen her. Daraufhin gründete er das Unternehmen in Worcester in Massachusetts. Er begann mit der Produktion von Automobilen. Der Markenname lautete Taft. Im September 1901 berichtete The Automobile Magazine über seine Fahrzeuge. Im Oktober 1901 fuhr er durch Massachusetts, um Anteile zu verkaufen. Anschließend kaufte er die Fabrik der Arriston Bicycle Company in Westborough. Im Januar 1902 verlegte er die Produktion dorthin. Doch bereits im Februar 1902 gab es Probleme mit Hypotheken. Taft wechselte zurück nach Worcester. Im Mai 1902 wurde alles versteigert. Insgesamt entstanden nur wenige Fahrzeuge.

## Fahrzeuge
Im Angebot standen ausschließlich Dampfwagen. Eine Abbildung zeigt einen Runabout.